# Kašubi
Kašubi (kašubsko Kaszëbi, poljsko Kaszubi, nemško Kaschuben) so zahodnoslovanski lehitski narod s Pomorjanskega, vključno z njegovim vzhodnim delom (Pomerelija), v sedanjem severnem delu Poljske. Območje njihove poselitve se imenuje Kašubija. Govorijo kašubski jezik, ki je tesno povezan s poljščino. Kašubi so tesno povezani s Poljaki in včasih razvrščeni kot njihova podskupina. Kašubi so skupaj s Slovinci združeni v Pomorjane. Podobno sta zdaj že izumrla slovinščina in kašubščina uvrščeni med pomorjanske jezike. Slovinščina se šteje za samostojen jezik, tesno povezan s kašubščino, ali kot narečje kašubščine.

## Izvor
Kašubi so potomci slovanskih pomorjanskih plemen, ki so se po preseljevanju narodov naselila med Odro in Vislo in so bila v različnih obdobjih poljski in danski vazali. Med srednjeveško nemško poselitvijo Pomorjanskega (Ostsiedlung) se je večina slovanskih Pomorjancev asimilirala, v vzhodnem Pomorjanskem (Pomerelija)  pa se jih je nekaj obdržalo  in razvilo svoje običaje ter postali znani kot Kašubi.
Arabski pisec Al-Masudi iz 10. stoletja, ki se je zelo zanimal za nemuslimanska ljudstva, vključno z različnimi Slovani vzhodne Evrope, omenja ljudstvo Kuhsabin, ki so bili verjetno Kašubi. 
Najstarejša znana nedvoumna omemba Kašubije je iz 19. marca 1238. Papež Gregor IX. je takrat Bogislava I. omenil kot dux Cassubie – kašubskega vojvodo. Iz 13. stoletja je tudi pečat Barnima I., vojvode Pomorjanskega-Ščečina iz Pomorjanske vladarske hiše. Po izumrtju  Pomorjanske vladarske hiše  se je njihov vojvodski naslov prenesel na Švedsko krono, ki je nasledila Pomorjansko.

## Zgodovina Pomorjanskega
Do konca 12. stoletja je velika večina prebivalcev Pomorjanskega govorila slovansko. Pokrajina je bila precej redko poseljena, z velikimi gozdnatimi površinami in pustimi zemljišči. V 13. stoletju se je v tej regiji začel nemški Ostsiedlung. Slovanski vojvode Pomorjanskega, kot je bil Barnim I. (1220–1278), so kljub temu, da so se imenovali dux Slavorum et Cassubie, s podeljevanjem zemlje nemškim plemičem, menihom in duhovščini veliko prispevali k spremembi etnične strukture Pomorjanskega. Pripadniki slovanske vladarske dinastije so se začeli poročati z nemškimi princesami in se sčasoma kulturno germanizirali. Preprosto prebivalstvo se jim je odtujilo in njihovo kulturo je nadomestila kultura prišlekov. Vse to je pripeljalo do germanizacije večine slovanskih Pomorjancev in postopnega odmiranja njihovega slovanskega jezika. Asimilacija je bila postopna, od zahoda proti vzhodu.
Johannes Bugenhagen je zapisal, da je bila v začetku 16. stoletja nemško-slovanska jezikovna meja pri Koszalinu. V 17. stoletju je meja med območji z večinoma nemško govorečim in večinoma slovansko govorečim prebivalstvom potekala bolj ali manj po današnji meji med Zahodnopomorjanskim in Pomorjanskim vojvodstvom.
Leta 1612 je kartograf Eilhard Lubinus med izdelavo zemljevida Pomorjanskega na poti v Danzig (Gdansk) potoval iz Pollnowa proti Treblinu. Med bivanjem v graščini Stanislava Stenzela von Puttkamerja v Treblinu je v svojem dnevniku zapisal: "Vstopili smo v slovansko poseljeno deželo, kar nas je zelo presenetilo". Kasneje, ko se je iz Gdańska vračal v Szczecin, je prespal v Wielki Wieśi pri Stolpu in ugotavljal: "V celi vasi ne najdemo niti enega nemško govorečega", kar mu je  povzročalo težave pri komuniciranju. V deželo, naseljeno s Slovani, je prišel tudi na potovanju Chocimina skozi Świerzno v Trzebielino. Tudi tam mu ni uspelo najti niti ene nemško govoreče osebe.
Več kot stoletje kasneje, v letih 1772–1778, je območje obiskal Johann Bernoulli. Opozoril je, da so bile vasi v lasti Otta Christopha von Podewilsa, kot so Dochow, Zipkow in Warbelin, naseljene izključno s slovansko govorečimi prebivalci. Opozoril je tudi, da si lokalni duhovniki in plemiči zelo prizadevajo iztrebiti slovanski jezik in svoje podložnike ponemčiti.
Brüggemann je leta 1779 zapisal, da območje vzhodno od reke Lupow naseljujejo "čistokrvni Vendi", medtem ko zahodno od te reke nekatera podeželska območja naseljujejo že napol ponemčeni "Wendischdeutsche".
Morda najzgodnejši podatki o etnični strukturi Zahodne Prusije in Daljnjega Pomorjanskega so iz popisov prebivalstva v letih 1817 do 1823.
Geograf in zgodovinar Karl Andree (Leipzig 1831) piše, da ima Zahodna Prusija okoli 700.000 prebivalcev, od tega 50% Poljakov (350.000), 47% Nemcev (330.000) in 3% Judov (20.000). Kašube je prištel k Poljakom, Menonite pa k Nemcem.
Sodobne študije kažejo, da je na začetku 19. stoletja v Zahodni Prusiji (Vzhodni Kašubiji) živelo okoli 170.000 Kašubov.
Po pisanju Georga Hassela je bilo v celotni provinci Pommern v letih 1817-1819 65.000 slovansko govorečih prebivalcev. Njihovo število se je zaradii ponemčevanja stalno manjšalo. Po pisanju Stefana Ramułta jih je bilo leta 1892 samo še 15.000.

## Jezik
Leta 2011 je 180.100 prebivalcev izjavilo, da je njihov primarni jezik kašubščina.
Klasifikacija kašubščine kot jezika ali narečja je bila sporna.
Z diahronega vidika zgodovinskega jezikoslovja je kašubščina tako kot slovanščina, polabščina in poljščina lehitski zahodnoslovanski jezik, medtem ko je s sinhronega vidika eno od poljskih narečij. Glede na pretekle nacionalistične interese Nemcev in Poljakov v Kašubiji, Barbour in Carmichel pravita: "Pri delitvi narečnega kontinuuma na ločene jezike, se vedno najde prostor za manipulacijo."
Standardni kašubski jezik ne obstaja kljub poskusom, da bi ga ustvarili. V Kašubiji se govorijo različna narečja, ki se med seboj zelo razlikujejo. Na besednjak sta močno vplivali tako poljščina kot  nemščina.

## Kulturno izročilo
Podobno kot v drugih delih Srednje in Vzhodne Evrope so bile kot alternativa palmovim listom sprejete  vrbove mačice, ker palmovih listov za praznovanje Cvetne nedelje ni bilo mogoče dobiti. Mačice so na Cvetno nedeljo blagoslovili duhovniki, potem pa so se farani med seboj udarjali z vrbovimi vejicami in govorili: "Wierzba bije, jô nie bijã. Za tidzéń wiôldżi dzéń, za nocë trzë i trzë są Jastrë" (Vrba te tepe, ne jaz. Čez en teden, na veliki dan, čez tri in tri noči je Velika noč).
Blagoslovljene mačice so obravnavali kot čar, ki lahko prepreči udar strele, varuje živali in spodbuja nabiranje medu. Verjeli so, da tudi ljudem prinašajo zdravje in srečo. Po tradiciji so na Cvetno nedeljo pogoltnili en vrbov popek za krepitev zdravja.
Po starem običaju so kašupski fantje na Velikonočni ponedeljek lovili dekleta in jih z brinovimi vejicami nežno šibali po nogah. To naj bi dekletom prineslo srečo v ljubezni. Lov  je običajno spremljalo fantovsko petje. Včasih so dekle šibali, ko je še ležala v postelji. Dekleta so fantom dajala pirhe.
Lončarstvo, ena od starodavnih kašubskih obrti, se je ohranilo do danes. Znane so tudi kašubske vezenine in kašubski način  vezenja.  Pomembna nesnovna kulturna dediščina je Żukowska šola vezenja.
Kašube je leta 1987 obiskal papež Janez Pavel II. in jih pozval, naj ohranijo svoje tradicionalne vrednote, vključno z jezikom.

## Kašubi danes
Leta 2005 je bila kašubščina prvič uvrščena med uradne predmete na poljskem maturitetnem izpitu, približno enakovrednem slovenski maturi. Dogodek je veljal za pomemben korak do uradnega priznanja in uveljavitve jezika. Danes je v nekaterih mestih in vaseh na severu Poljske kašubščina drugi govorjeni jezik za poljščino in jo poučujejo v nekaterih regionalnih šolah.
Od leta 2005 uživa kašubščina pravno zaščito na Poljskem kot uradni regionalni jezik. To je edini jezik na Poljskem s tem statusom. Poljski parlament ga je podelil z aktom 6. januarja 2005. Stara kašubska kultura se je delno ohranila v arhitekturi in ljudskih obrteh, kot so lončarstvo, pletarstvo, vezenje, obdelava jantarja, kiparstvo in stekloslikarstvo.
Na popisu prebivalstva leta 2011 se je za Kašube opredelilo 233.000 prebivalcev Poljske.

## Kulinarika
Kašubska kulinarika vsebuje veliko elementov iz širše evropske kulinarike. Med lokalne specialitete spadajo:
- czarnina (czarwina) – temna juha, pripravljena iz gosje krvi
- brzadowô zupa – sladka juha, na primer z jabolki
- kaszëbsczi kùch marchewny  –  kašubsko pecivo s korenjem
- plińce
- prażnica